# Oostenrijk op de Paralympische Winterspelen 2014
Oostenrijk was een van de landen die deelnam aan de Paralympische Winterspelen 2014 in Sotsji, Rusland.

## Medailleoverzicht
| Sport       | Paralympiër        | Onderdeel                    | Medaille |
| ----------- | ------------------ | ---------------------------- | -------- |
| Alpineskiën | Markus Salcher     | Afdaling, staand (m)         | Goud     |
| Alpineskiën | Markus Salcher     | Super G, staand (m)          | Goud     |
|             |                    |                              |          |
| Alpineskiën | Philipp Bonadimann | Slalom, zittend (m)          | Zilver   |
| Alpineskiën | Matthias Lanzinger | Super G, staand (m)          | Zilver   |
| Alpineskiën | Matthias Lanzinger | Supercombinatie, staand (m)  | Zilver   |
| Alpineskiën | Claudia Lösch      | Super G, staand (v)          | Zilver   |
| Alpineskiën | Claudia Lösch      | Reuzenslalom, staand (v)     | Zilver   |
|             |                    |                              |          |
| Alpineskiën | Roman Rabl         | Slalom, zittend (m)          | Brons    |
| Alpineskiën | Roman Rabl         | Supercombinatie, zittend (m) | Brons    |
| Alpineskiën | Roman Rabl         | Reuzenslalom, zittend (m)    | Brons    |
| Alpineskiën | Markus Salcher     | Reuzenslalom, staand (m)     | Brons    |

## Deelnemers en resultaten
(m) = mannen, (v) = vrouwen 

### Alpineskiën
| Paralympiër        | Onderdeel                    | Resultaat | Prestatie         |
| ------------------ | ---------------------------- | --------- | ----------------- |
| Philipp Bonadimann | Super G, zittend (m)         | 8e        | 1:26.84           |
| Philipp Bonadimann | Supercombinatie, zittend (m) | DSQ       | Gediskwalificeerd |
| Philipp Bonadimann | Slalom, zittend (m)          | Zilver    | 1:56.46           |
| Dietmar Dorn       | Super G, zittend (m)         | DNS       | Niet gestart      |
| Dietmar Dorn       | Supercombinatie, zittend (m) | DNF       | Niet gefinisht    |
| Dietmar Dorn       | Slalom, zittend (m)          | 9e        | 2:00.21           |
| Dietmar Dorn       | Reuzenslalom, zittend (m)    | 15e       | 2:46.83           |
| Martin Falch       | Slalom, staand (m)           | 13e       | 1:52.09           |
| Martin Falch       | Reuzenslalom, staand (m)     | 11e       | 2:40.20           |
| Thomas Grochar     | Super G, staand (m)          | DNF       | Niet gefinisht    |
| Thomas Grochar     | Supercombinatie, staand (m)  | 11e       | 2:21.38           |
| Thomas Grochar     | Slalom, staand (m)           | 5e        | 1:43.69           |
| Thomas Grochar     | Reuzenslalom, staand (m)     | DNF       | Niet gefinisht    |
| Andreas Kapfinger  | Slalom, zittend (m)          | 12e       | 2:12.38           |
| Matthias Lanzinger | Afdaling, staand (m)         | 4e        | 1:25.57           |
| Matthias Lanzinger | Super G, staand (m)          | Zilver    | 1:21.33           |
| Matthias Lanzinger | Supercombinatie, staand (m)  | Zilver    | 2:10.82           |
| Matthias Lanzinger | Slalom, staand (m)           | DNS       | Niet gestart      |
| Matthias Lanzinger | Reuzenslalom, staand (m)     | DNF       | Niet gefinisht    |
| Roman Rabl         | Afdaling, zittend (m)        | 4e        | 1:25.35           |
| Roman Rabl         | Super G, zittend (m)         | DNF       | Niet gefinisht    |
| Roman Rabl         | Supercombinatie, zittend (m) | Brons     | 2:20.20           |
| Roman Rabl         | Slalom, zittend (m)          | Brons     | 1:56.64           |
| Roman Rabl         | Reuzenslalom, zittend (m)    | Brons     | 2:33.31           |
| Markus Salcher     | Afdaling, staand (m)         | Goud      | 1:24.35           |
| Markus Salcher     | Super G, staand (m)          | Goud      | 1:20.92           |
| Markus Salcher     | Reuzenslalom, staand (m)     | Brons     | 2:28.14           |
| Reinhold Sampl     | Afdaling, zittend (m)        | DNS       | niet gestart      |
| Reinhold Sampl     | Super G, zittend (m)         | DNS       | niet gestart      |
| Martin Würz        | Supercombinatie, staand (m)  | 7e        | 2:17.94           |
| Martin Würz        | Slalom, staand (m)           | 9e        | 1:46.40           |
| Martin Würz        | Reuzenslalom, staand (m)     | 7e        | 2:36.71           |
|                    |                              |           |                   |
| Claudia Lösch      | Afdaling, zittend (v)        | DNF       | niet gefinisht    |
| Claudia Lösch      | Super G, zittend (v)         | Zilver    | 1:31.20           |
| Claudia Lösch      | Supercombinatie, zittend (v) | DNF       | niet gefinisht    |
| Claudia Lösch      | Slalom, zittend (v)          | 5e        | 2:24.55           |
| Claudia Lösch      | Reuzenslalom, zittend (v)    | Zilver    | 2:55.91           |

### Snowboarden
| Paralympiër  | Onderdeel          | Resultaat | Prestatie |
| ------------ | ------------------ | --------- | --------- |
| Georg Schwab | Snowboardcross (m) | 33e       | 3:10.57   |

### Biatlon
| Paralympiër  | Onderdeel           | Resultaat | Prestatie       |
| ------------ | ------------------- | --------- | --------------- |
| Michael Kurz | 7.5 km, staand (m)  | 12e       | 20:33.3 pen.: 1 |
| Michael Kurz | 12.5 km, staand (m) | 15e       | 34:50.1 pen.: 6 |
| Michael Kurz | 15 km, staand (m)   | 16e       | 49:16.9 pen.: 7 |

### Langlaufen
| Paralympiër  | Onderdeel               | Resultaat | Prestatie   |
| ------------ | ----------------------- | --------- | ----------- |
| Michael Kurz | 1 km sprint, staand (m) | 27e       | 4:28.34 (Q) |
| Michael Kurz | 10 km, staand (m)       | 13e       | 25:45.9     |
| Michael Kurz | 20 km, staand (m)       | 10e       | 1:00:29.7   |